# Naturschutzgebiet Kombachtal
Das Naturschutzgebiet Kombachtal umfasst den Verlauf des Kombachs. Es beginnt im Quellgebiet des Kombachs südlich von Kleinschwamborn und endet bei Kombach in der Stadt Overath im Rheinisch-Bergischen Kreis.

## Beschreibung
Der obere Bachtalbereich wird von zulaufenden Quellbächen mit Grünland, Waldflächen und Feuchtbrachen geprägt. Im weiteren Verlauf des Talraums wird der natürlich mäandrierende Bach von Quell- und Hochstaudenfluren, Wiesenflächen sowie von lichteren Pappeln und Fichtengehölzen begleitet. In der Talsohle sind flächige Aufforstungsflächen mit Roterlen- und Eschengehölzen vorzufinden.

## Schutzzwecke
Der Naturschutz erfolgte zur Erhaltung und Entwicklung eines zusammenhängenden relativ ungestörten Bachtals mit zulaufenden Seitensiefen, Quellbereichen, Auwäldern, Nass- und Feuchtgrünland sowie strukturreichen Waldrändern. 
Im Einzelnen wurden folgende Schutzzwecke festgesetzt: 
- Erhaltung und Entwicklung des ausgedehnten, landschaftlich besonders schönen und vielgestaltigen Bachtalsystems mit besonderer Eignung für die Erholung in der Natur,
- Erhaltung und Sicherung der geschützten Biotope, wie Fließgewässer, Auwälder, Quellbereiche sowie Nass- und Feuchtgrünland,
- Sicherung der Funktion als Biotopverbundfläche von besonderer, teils herausragender Bedeutung,
- Erhaltung und Entwicklung des ausgedehnten, überwiegend durchgängigen Bachtales und seiner Seitentäler und Siefen als besonders wertvolles Fließgewässerökosystem.[1]